# مؤتمر أتمتة التصميم
مؤتمر أتمتة التصميم DAC، هو مزيج من مؤتمر فني ومعرض تجاري للمهتمين بمجال أتمتة التصميم الإلكتروني.

## التاريخ
في عام 1964، بدأ مؤتمر أتمتة التصميم وبذلك يعتبر هو أقدم وأكبر مؤتمر يهتم بأتمتة التصميم الإلكتروني في ورش العمل بعنوان «مساعدة المجتمع لتجنب الجهد الزائد». كرمت جمعية أتمتة التصميم الإلكتروني منظمي المؤتمر ماري بيستيلي وباسكويل وأعطتهم أعلى درجات التكريم الخاصة بالمعهد وجائزة فيل كوفمان على مجهودهم. في عام 2016، تم تكريم ماري بيستيلي بإطلاق إسمها «جائزة نساء بستيلي» في الهندسة الكهربائية والتحكم الآلي.

حتى منتصف سبعينيات القرن الماضي، عقد المؤتمر العديد من ورش العمل لتغطيه جميع أشكال أتمتة التصميم، الهندسة الميكانيكية والهندسة المعمارية لكن بعد ذلك، لم يتم عقد أي من الورش إلا الموضوعات المتعلقة بالتصميم الإلكتروني وأن يكون مؤتمرا فنيا فقط قبل أن تطلب الشركات مساحه فيه لعرض منتجاتها، الأمر الذي أصبح بعد ذلك حدثا أساسيا من أحداث المعرض. تم عقد أول مؤتمر فنيا وتجاريا في يونيو 1984، ووصل عدد الحاضرين إلى 5,500 في عام 2005.
خلال السنوات القليلة الماضية، تم عقد المؤتمر في كل من سان دييغو، أوستن، آناهايم وسان فرانسيسكو وعادة ما يعقد المؤتمر في شهر يونيو.
يتم تمويل المؤتمر من قبل العديد من الجمعيات المهنية مثل رابطة مكائن الحوسبة، ومعهد مهندسي الكهرباء والإلكترونيات ومعهد مهندسي الكهرباء والإلكترونيات.

## مؤتمرات مشابهه
توجد العديد من المؤتمرات التي تحمل نفس الغرض مثل:
- المؤتمر الدولي للتصميم بمساعدة الكمبيوتر أو المؤتمر الدولي للتحكم في التشغيل الآلي والتشخيص ICCAD (مؤتمر تقني فقط، لا يوجد به معارض تجارية).

أتمتة التصميم والاختبار في أوروبا DATE
- مؤتمر التشغيل الآلي للتصميم في آسيا وجنوب المحيط الهادئ ASPDAC.
- الندوة الدولية للجودة التصميم الإلكتروني ISQED.

## الأماكن
مواقع المؤتمرات الأخيرة.
| العام | المكان        |
| ----- | ------------- |
| 2010  | آناهايم       |
| 2011  | سان دييغو     |
| 2012  | سان فرانسيسكو |
| 2013  | أوستن         |
| 2014  | سان فرانسيسكو |
| 2015  | سان فرانسيسكو |
| 2016  | أوستن         |
| 2017  | أوستن         |
| 2018  | سان فرانسيسكو |
| 2019  | لاس فيجاس     |

## وصلات خارجية
- الموقع الرسمي للمؤتمر
- الموقع الرسمي لمهعد مُهندسي الكهرباء والإلكترونيات